# Кадышевка (Павловский район)
Кадышёвка — село Павловском районе Ульяновской области. Входит в состав Павловского городского поселения. Находится на расстоянии примерно 5 километров по прямой на восток-юго-восток от районного центра поселка Павловка.

## История
Село возникло на земле, отведенной пензенскому чиновнику Ивану Кадышёву в 1685 году.  
Церковь Покрова Пресвятой Богородицы построена в Кадышёвке в 1709 году на средства прихожан. Вначале был сооружён храм с апсидой и, возможно, трапезная. В 1866 году церковь отремонтировали и перестроили: заменили обшивку и декор фасадов, купол храма, и соорудили колокольню. Главный храмовый придел освятили во имя Покрова Пресвятой Богородицы, тёплый трапезный – во имя святителя Тихона. Сейчас церковь заброшена, пустует и стремительно разрушается. 
В Списке населённых мест Российской империи, по сведениям за 1862 год, село Кадышевка (Покровское) Хвалынского уезда Саратовской губернии, расположенная при реке Избалык, по правую сторону тракта из города Хвалынска в квартиру второго стана и в Кузнецкий уезд, на расстоянии 50 вёрст от уездного города. В населённом пункте насчитывалось 153 двора, проживали:  510 мужчин и 479 женщин, имелись: церковь православная и три мельницы. 
С 1943 года входит в состав Ульяновской области. 
С 2005 года административно относится к Павловскому городскому поселению.

## Население
Население составляло 356 человек в 2002 году (русские 82%).
| 2010 |
| ---- |
| 292  |

## Галерея

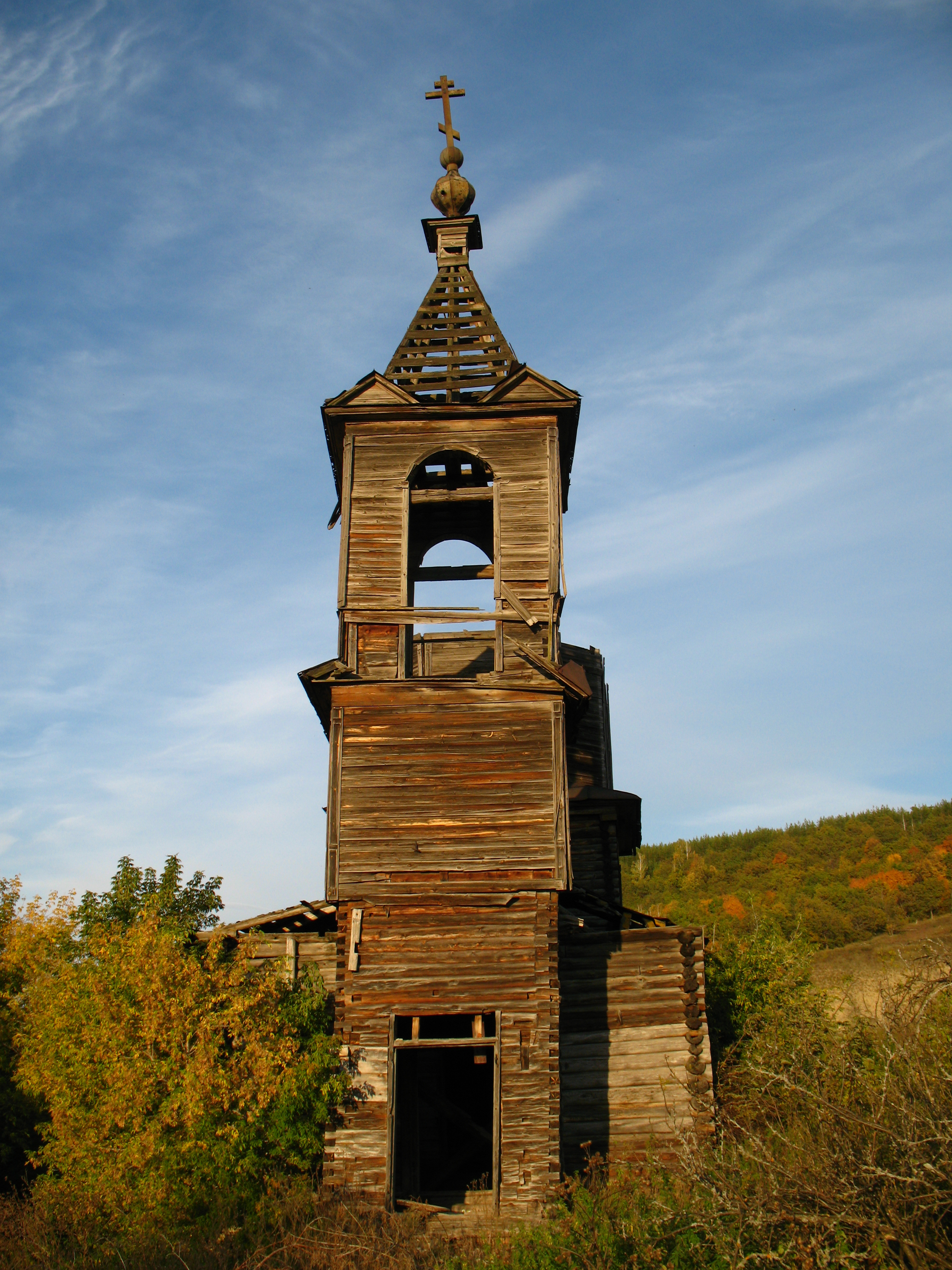
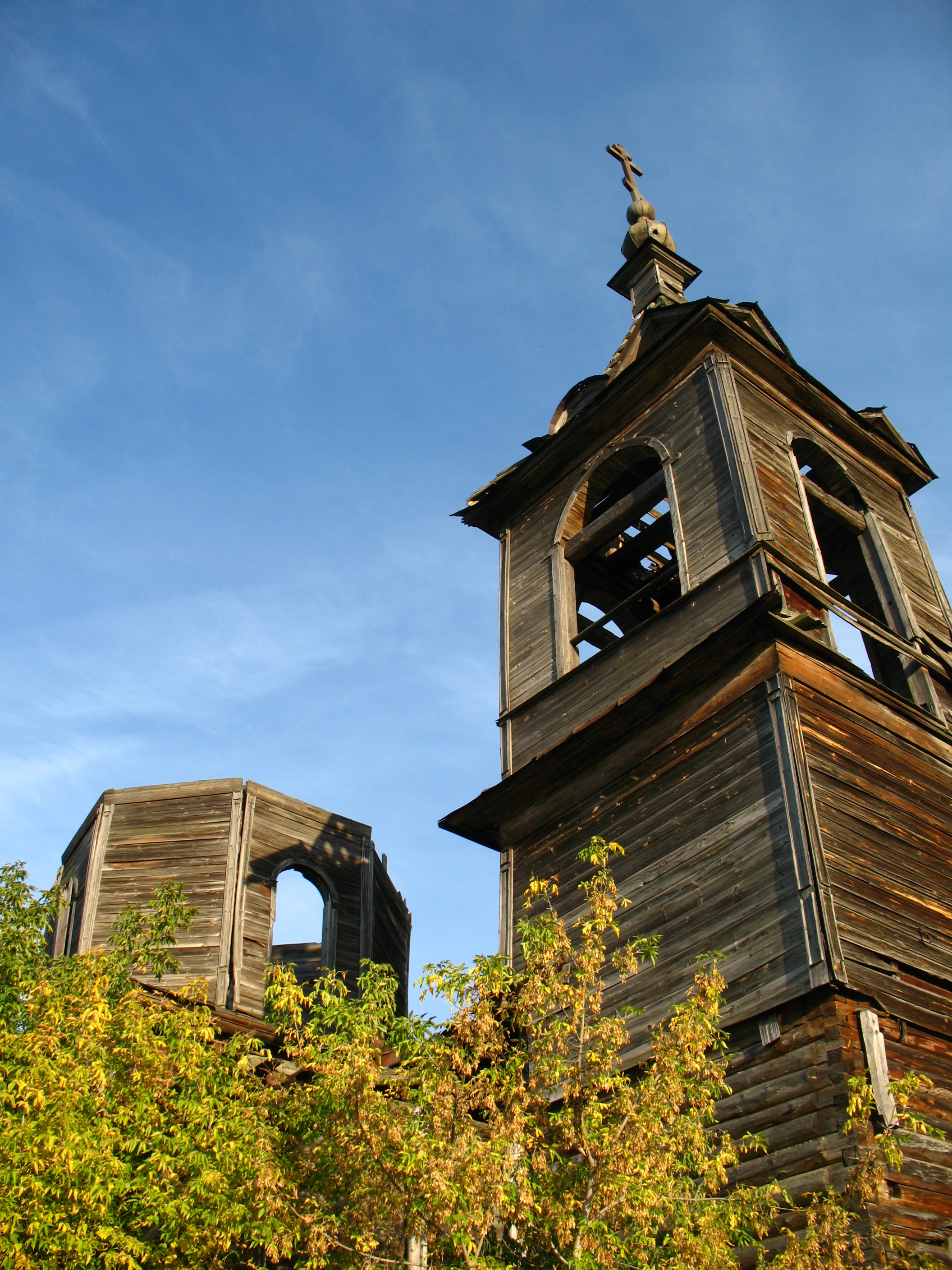

## Достопримечательности
- Святой источник во имя преподобного Тихона Медынского, Калужского чудотворца[5].
- Покровский храм (Кадышёвка)[6]